# Hòa ước Versailles

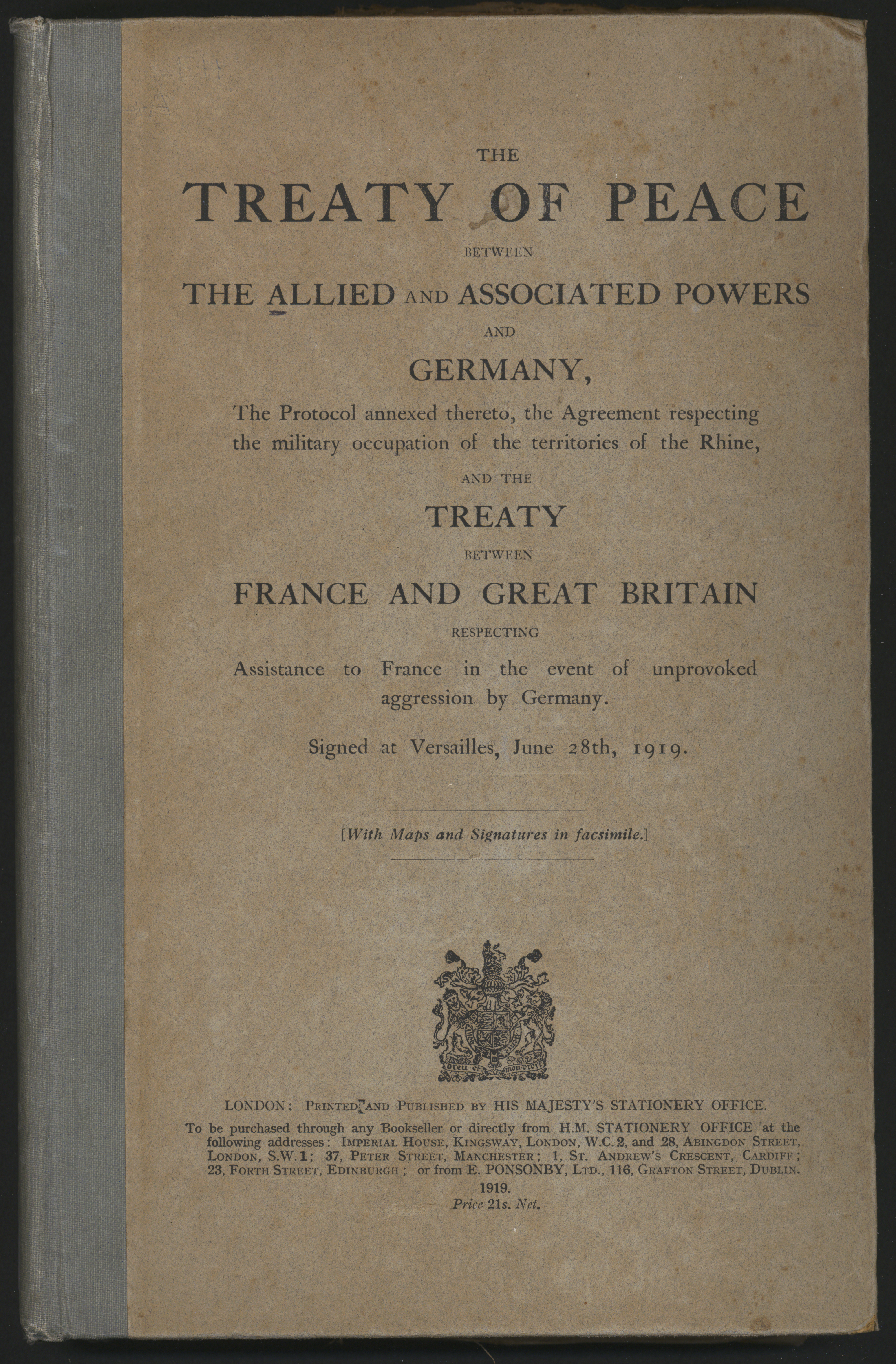
Trang đầu của Hòa ước Versailles, bản tiếng Anh

Hòa ước Versailles năm 1919 là hòa ước chính thức chấm dứt cuộc Chiến tranh thế giới thứ nhất (1914–1918) được ký giữa nền Cộng hòa Weimar của Đức và các quốc gia thuộc phe Hiệp ước. Nội dung Hòa ước được soạn thảo bởi Georges Clemenceau, Thủ tướng Pháp, cùng với Hoa Kỳ và Vương quốc Anh – ba nước thắng trận.
Sau nhiều trận đánh đẫm máu từ năm 1914 cho đến giữa năm 1918, quân đội Pháp đã khánh kiệt. Tuy nhiên, nhờ có sự hỗ trợ của quân đội Anh và Hoa Kỳ, Pháp đã tiếp tục nỗ lực chiến tranh của mình. Cuối cùng, khi tình hình nước Đức trở nên rối loạn, nước Pháp ăn mừng chiến thắng và mong ước có một hội nghị hòa bình nhằm xóa bỏ hoàn toàn mối đe dọa từ phía nước này đồng thời có được khoản bồi thường chiến phí.
Hoà ước này đặt ra những điều khoản khắt khe lên nước Đức bại trận. Nó có thể được so sánh với Hòa ước Tilsit mà Napoléon Bonaparte áp đặt lên Vương quốc Phổ vào năm 1807, hoặc là Hòa ước Brest-Litovsk do Đế quốc Đức áp đặt lên nước Nga Xô Viết vào đầu năm 1918. Sau khi Nhà nước Đức Quốc xã được thành lập với sự lãnh đạo của Adolf Hitler, hoà ước đã bị Hitler lách luật ở 1 số điều khoản của hoà ước rồi cuối cùng Hitler đã xoá bỏ vào thập niên 1930.

## Nội dung
Hòa ước quy định Đức phải trả lại cho Pháp miền Alsace-Lorraine, một mảnh đất cho Bỉ, một mảnh tương tự ở Schleswig cho Đan Mạch – tùy kết quả một cuộc trưng cầu ý dân – mà Thủ tướng Otto von Bismarck đã chiếm trong thế kỷ trước sau khi đánh bại Đan Mạch trong cuộc Chiến tranh Schleswig lần thứ hai. Hòa ước trả lại một số mảnh đất cho Ba Lan, vài nơi tùy kết quả cuộc trưng cầu ý dân, mà Đức đã chiếm trong sự xâm lược Ba Lan. Đây là một trong những điều khoản khiến dân Đức tức giận nhất. Họ bất mãn thấy việc miền Đông Phổ bị chia cắt khỏi nước Đức, nhường chỗ cho một hành lang thông ra biển của Ba Lan (người Đức vốn rất khinh thường người Ba Lan). Người Đức cũng giận dữ không kém khi thấy hòa ước đòi hỏi họ phải chấp nhận trách nhiệm đã khởi động cuộc chiến và đòi giao cựu Hoàng đế Wilhelm II – người bị kết án đã khởi động chiến tranh và khoảng 800 tội phạm chiến tranh cho phe Hiệp ước.
Số tiền bồi thường chiến tranh sẽ được định sau, nhưng khoản đầu gồm 5 tỉ đô-la phải được trả trong thời gian 1919–1921. (Có thể giao vài loại hiện vật – than, tàu, gỗ, bò... thay cho tiền bồi thường.)
Điều khoản nặng nhất là Hòa ước Versailles vô hình chung giải giới nước Đức với mục đích, ít nhất trong một thời gian, ngăn chặn bước đường bá quyền của Đức ở châu Âu. Hòa ước giới hạn Đức có tối đa quân số 1.000.000 người tình nguyện tức không được bắt thi hành nghĩa vụ quân sự, cấm sở hữu máy bay và xe tăng. Bộ Tổng Tham mưu phải bị dẹp bỏ. Hải quân bị giảm thành lực lượng tượng trưng, bị cấm chế tạo tàu ngầm hoặc tàu trọng tải trên 100 tấn.

## Phản ứng
Nội dung của Hòa ước được công bố ở thủ đô Berlin ngày 7 tháng 5 năm 1919. Chính phủ lâm thời chống đối mạnh mẽ việc chấp nhận bản Hòa ước Versailles "Vô lý", theo tên gọi chế giễu bây giờ. Đại đa số nhân dân Đức, dù cho thiên về cánh Hữu hoặc cánh Tả, đều hậu thuẫn chính phủ. Ngày 9 tháng 5, đại biểu Đức tại Versailles viết thư cho Georges Clemenceau rằng một hòa ước như thế là "không thể chấp nhận được đối với bất cứ quốc gia nào."
Chính phủ lâm thời hỏi ý kiến của quân đội: Nếu từ chối ký vào hòa ước, liệu quân đội có thể chống cự cuộc tấn công của Đồng minh hay không? Tổng thống lâm thời Friedrich Ebert đặt câu hỏi này cho Bộ Tư lệnh Tối cao. Ngày 17 tháng 6, Thống chế Paul von Hindenburg cho ý kiến:
| “ | Nếu chiến tranh lại xảy ra, chúng ta có thể chinh phục tỉnh Posen ở Ba Lan và bảo vệ đường biên giới của chúng ta về phía đông. Tuy nhiên, về phía tây chúng ta khó mà chống đỡ cuộc tấn công mạnh mẽ xét qua quân số và khả năng của họ đánh gọng kềm chúng ta. Nói chung, chiến dịch khó mà thành công, nhưng với tư cách là một chiến binh tôi không tránh khỏi ý nghĩ là thà thua trong danh dự còn hơn chấp nhận một nền hòa bình nhục nhã. | ” |

Lời kết luận của một vị Tổng Tham mưu trưởng được sùng kính là đúng theo truyền thống của quân đội Đức, nhưng có vẻ không được trung thực. Nhân dân Đức không biết Hindenburg đã nghĩ rằng nếu cố chống cự phe Hiệp Ước thì không những vô vọng, mà còn có thể khiến cho cấp chỉ huy quân đội quý giá bị tiêu diệt và từ đó nước Đức cũng bị hủy diệt theo.

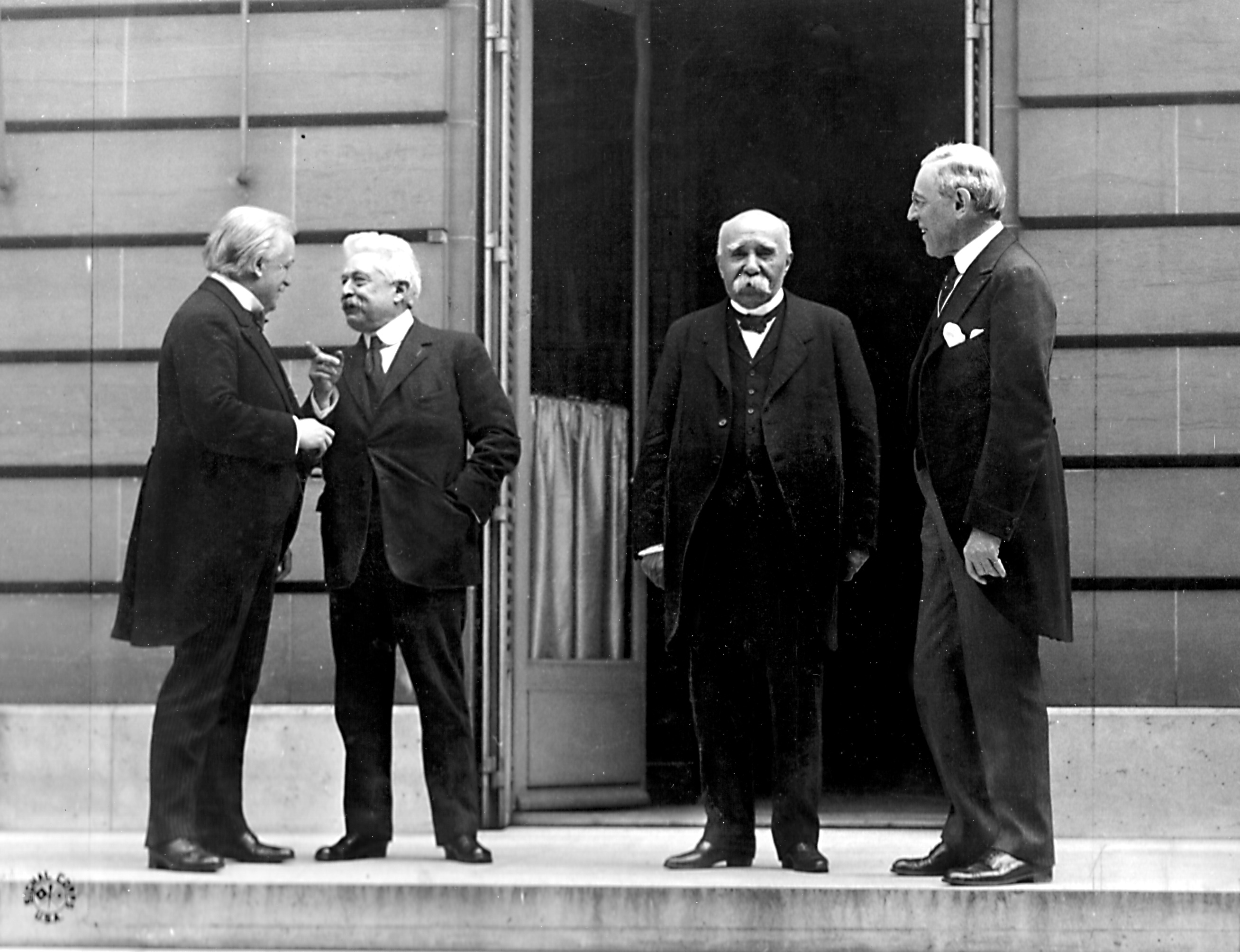
Thủ tướng David Lloyd George của Vương quốc Anh, Vittorio Orlando của Ý, Thủ tướng Georges Clemenceau của Pháp, và Tổng thống Woodrow Wilson của Hoa Kỳ.

Qua việc này, Quân đội Đức bị chê trách là đã quá khôn lanh và hèn nhát đã thúc đẩy chính phủ lâm thời ký hiệp ước đình chiến, và sau đó kết án chính phủ là quá yếu đuối, làm tổn hại đến quyền lợi của Đức.
Bây giờ, Đồng minh đang đòi hỏi Đức trả lời dứt khoát. Ngày 16 tháng 6, một ngày trước khi Hindenburg gửi văn bản trả lời cho Ebert, Đồng minh ra tối hậu thư: phải chấp nhận hòa ước chậm nhất là ngày 24 tháng 6, nếu không thỏa ước đình chiến sẽ bị chấm dứt và lực lượng Đồng minh sẽ "có biện pháp cần thiết để áp chế các điều khoản".
Một lần nữa, Ebert kêu gọi đến Quân đội: Nếu Bộ Tư lệnh Tối cao nghĩ có cơ may nhỏ nhoi nào đó để chống cự được Đồng minh, Ebert hứa đảm bảo Quốc hội sẽ bác bỏ hòa ước. Nhưng ông phải có ngay câu trả lời. Thời hạn chót của tối hậu thư, 24 tháng 6, đã đến. Nội các họp vào lúc 16:30 giờ để lấy quyết định cuối cùng.
Hindenburg và Tướng Wilhelm Groener, nhân vật số 2 trong Quân đội, hội ý với nhau. Vị Thống chế già nua, mệt mỏi nói: "Ông cũng như tôi biết rõ rằng không thể kháng cự bằng quân sự." Nhưng một lần nữa, ông không có can đảm nói sự thật với Tổng thống Lâm thời của nền Cộng hòa. Ông bảo Groener: "Ông có thể trả lời cho Tổng thống cũng tốt như tôi thôi."
Và một lần nữa, vị tướng can đảm Groener nhận trách nhiệm cuối cùng đáng lẽ phải thuộc về vị Thống chế, dù ông biết rằng ông bị đưa ra làm vật tế thần cho quân đội. Ông gọi cho Tổng thống nói rõ về quan điểm của Bộ Tư lệnh Tối cao.

## Phê chuẩn và ký kết
Cảm thấy nhẹ nhõm vì các cấp chỉ huy Quân đội đã nhận trách nhiệm – sự kiện mà nhiều người chẳng bao lâu quên bẵng – Quốc hội với đa số lớn chấp nhận việc ký kết hòa ước. Quyết định được thông báo cho Clemenceau chỉ mười chín phút sau thời hạn chót của tối hậu thư. Bốn ngày sau, 28 tháng 6 năm 1919, hội nghị hòa bình được ký kết trong Lâu đài Versailles ở Paris. Đây chính là nơi Đế quốc Đức được tuyên bố thiết lập vào ngày 28 tháng 1 năm 1871, trong giai đoạn cuối của cuộc Chiến tranh Pháp-Phổ (1870 – 1871) – cuộc chiến đã chấm dứt vào tháng 5 năm 1871 với sự thất bại của Pháp. Điều này thể hiện tinh thần báo thù của người Pháp đối với Đức kể từ sau thất bại trong Chiến tranh Pháp-Phổ.
Hòa ước Versailles được phê chuẩn bởi Hội Quốc liên (tiếng Pháp: Société des Nations) ngày 10 tháng 1 năm 1920. Riêng Hoa Kỳ không phê chuẩn Hòa ước Versailles, mà chủ trương đàm phán riêng lẻ với Đức.

## Hậu quả
Thống chế Pháp là Ferdinand Foch phản đối Clemenceau và không bằng lòng với những điều khoản của hòa ước Versailles đối với nước Đức. Ông suýt nữa thì không cam chịu hội nghị hòa bình này. Foch cho rằng hội nghị quá mềm dẻo, không bắt thiết lập đầu cầu ở sông Rhine. Đồng thời, ông ta cũng nhận thấy những điềm báo về sự thất bại của hội nghị. Vào ngày 21 tháng 6, Foch cho rằng người Đức vẫn tiếp tục "xảo trá" khi ông chứng kiến cảnh họ tự hủy hoại hạm đội của mình không rơi vào tay Pháp. Chưa kể, Foch còn trở nên nổi cáu khi quần chúng nhân dân Đức đốt cháy mọi lá cờ Pháp mà quân đội Phổ giành lấy được trong cuộc Chiến tranh Pháp-Phổ, nhằm ngăn cản việc trao trả những lá cờ này cho Pháp. Ông ta gửi thư cho vợ mình: "Bọn họ nhạo báng chúng ta. Toàn thể châu Âu là một đám nhốn nháo. Ấy là công trình của Clemenceau". Do đó, Foch từ chối làm lễ ký kết bản hòa ước 28 tháng 6 năm 1919 tại Versailles. Foch có lời tuyên bố, mà sau này càng trở nên đúng:
| “                | Đây không phải là một hội nghị hòa bình. Đây là một thỏa ước ngừng bắn trong vòng 20 năm. | ” |
| — Ferdinand Foch |                                                                                           |   |

Bất chấp những nỗ lực lớn nhất của Clemenceau, Hòa ước này đã thất bại trong việc thay đổi sự bất cân bằng chiến lược giữa nước Đức và Pháp: Đức vẫn còn đông dân hơn nhiều và có nền công nghiệp phát triển vượt trội Pháp. Quân đội Pháp thì quá yếu để có thể hủy diệt sức mạnh quân sự của Đức, và nhìn chung là Pháp không thể gây ảnh hưởng lớn trong khối Hiệp Ước để thuyết phục đồng minh của mình phân chia nước Đức. Thượng viện Hoa Kỳ từ chối phê chuẩn bản hòa ước này vào tháng 1 năm 1920, và liên minh giữa Anh Quốc và Pháp bắt đầu suy sụp. Thống chế Foch trở nên chán ghét lời đề nghị một liên minh quân sự giữa Pháp, Anh Quốc và Hoa Kỳ - cái mà Clemenceau đặt niềm tin to lớn. Tổng quan, không những thắng lợi của Pháp năm 1918 hoàn toàn là một chiến thắng kiểu Pyrros, mà Pháp đã thất bại trong việc thiết lập một nền hòa bình lâu dài.

### Quá trình hủy hoại Hòa ước Versailles của Đức
Hậu quả của Hòa ước Versailles trong nhất thời là gây bất mãn và làm phẫn nộ cho toàn thể nước Đức. Nó cũng cho thấy sự thiếu hiểu biết về tâm lý và ngoại giao của phe Đồng minh để thuyết phục hoặc chuẩn bị tinh thần cho người Đức chấp nhận là họ phải gánh trách nhiệm đã gây ra chiến tranh và tự nguyện bồi thường thiệt hại. Thay vào đó, người Đức nghĩ rằng họ đã bị chèn ép một cách tủi nhục. Ngay trong ngày ký kết Hòa ước, tờ báo Deutsche Zeitung đã ghi nhận:
| “                         | Hôm nay tại Nhà Kính ở Versailles một Hòa ước đáng hổ thẹn đã được ký kết. Không bao giờ tha thứ cho nó! Chính tại nơi này, vào năm 1871 huy hoàng, Đế quốc Đức ra đời trong mọi niềm vinh quang của mình, hôm nay danh dự của nước Đức đã bị chôn xuống mồ. Không bao giờ tha thứ cho nó! Sẽ có sự báo thù cho nỗi nhục năm 1919. | ” |
| — Tờ báo Deutsche Zeitung | |   |

Vào năm 1919, Tướng Hans von Seeckt chỉ huy Quân đội Liên bang Đức (Reichswehr) thời Cộng hòa Weimar trở nên đánh phá mạnh mẽ vào Hòa ước Versailles. Theo Điều khoản 160 thì Bộ Tổng Tham mưu Đức bị cấm chỉ, nhưng ông tái hiện Bộ Tham mưu Đức thông qua việc thành lập Bộ chỉ huy Quân đội Đức (Truppenamt). Dù các Điều khoản 176 và 177 cấm đoán các Hàn lâm viện Chiến tranh và Học viện đào luyện Sĩ quan, nhưng ông gầy dựng lại những tổ chức này. Vào năm 1922, nước Đức ký kết Hiệp định Rapallo với Liên bang Xô Viết. Dưới danh nghĩa là tái lập quan hệ ngoại giao, thỏa thuận thương mại và xóa bỏ đòi hỏi chiến phí của hai bên, Hiệp định Rapallo cho phép sĩ quan Quân đội Liên bang Đức đến huấn luyện cho chiến sĩ Hồng quân Liên Xô, là một sự phá vỡ hạn chế của Hòa ước Versailles về sự mở mang khả năng quân sự của Đức. Hiệp định này đã phá tan hy vọng về một liên minh Pháp - Xô, đồng thời Đức được công nhận ngầm là một cường quốc.
Chính phủ Đức cũng dùng những biện pháp kinh tế để tránh né Hòa ước Versailles, thí dụ như chủ ý gây lạm phát tiền tệ đất nước. Cụ thể hơn, họ chủ trương không nộp khoản chiến phí mà Hòa ước này yêu cầu. Đồng thời, Hoa Kỳ khẩn cấp yêu cầu Pháp trả nợ cho mình. Điều này đã dẫn tới khủng hoảng vào năm 1923: trong tháng 1 năm ấy, liên quân Pháp - Bỉ xâm lược thung lũng Ruhr giàu sắt và than đá và chiếm đóng trong suốt 2 năm rưỡi. Cuối cùng, một giải pháp chính thức được đề xuất để chấm dứt cuộc khủng hoảng: đó là kế hoạch Dawes, quân xâm lăng rút khỏi Ruhr. Nhưng cuộc khủng hoảng còn có ý nghĩa to lớn hơn, đó là cuộc kháng cự bất bạo động của những người thợ mỏ Đức chống quân xâm lược Pháp - Bỉ đã khiến cho nhân dân đồng loạt ủng hộ họ, trong khi đó, việc quân Pháp kêu gọi họ làm việc trở lại chỉ khiến cho toàn dân Đức càng thêm căm ghét kẻ thù xâm lăng. Sau khi khủng hoảng kết thúc, khoảng chiến phí mà Đồng Minh áp đặt cho nước Đức trong Hòa ước Versailles bị giảm đi rất nhiều, và quan hệ Anh - Pháp càng thêm suy sụp do nước Anh có thiện cảm với cuộc kháng cự bất bạo động vì chính nghĩa của những người thợ mỏ Đức.
Quan hệ quốc tế từ năm 1933 cho đến năm 1939 có một điểm bật là Hòa ước Versailles bị Lãnh tụ Đức Quốc xã là Adolf Hitler nghiền nát thành hàng trăm mảnh. Vốn trước thời Hitler, nhân dân Đức đã căm ghét Hòa ước đó, các nhà chính trị của Cộng hòa Weimar đã chú trọng việc phá vỡ Hòa ước này, và khi Hitler lên nắm quyền thì nó đã suy sụp. Anh Quốc và Pháp đã rút quân khỏi miền Rheinland, và các khoản bồi thường chiến phí đã bị xóa sổ. Nước Mỹ càng trở nên cô lập, trong khi Đế quốc Nhật Bản trỗi dậy mạnh mẽ ở vùng Viễn Đông làm cho Anh Quốc lo sợ.
Khi mới lên lãnh đạo nước Đức, ông trở nên thận trọng trong đường lối đối ngoại. Ông chưa nghĩ đến chuyện phá vỡ trật tự Âu châu theo Hiệp định Versailles, dù đó là mục tiêu chính của ông và ông cũng muốn đánh gục Pháp. Thay vào đó, ông chỉ chớp lấy thời cơ một khi nó hiện ra, thay vì chấp nhận mạo hiểm. Ông đọc bài diễn văn kể lại sự kinh hoàng của cuộc Chiến tranh thế giới lần thứ nhất vẫn còn làm cho ông khiếp vía, và thể hiện lòng quyết tâm né tránh một cuộc chiến tranh mới. Ông cũng luôn luôn nhấn mạnh rằng nước Đức chỉ muốn Hòa ước Versailles "trong sạch" hơn, chứ không phải là phá bỏ nó. Dù cái Hòa ước chết tiệt này chỉ bắt buộc nước Đức phải từ giã vũ khí, Hitler tuyên bố rằng nó bắt mọi quốc gia phải làm điều ấy và ông rút Đức khỏi các thảo luận về giải trừ quân bị và "Hội Quốc Liên" vào Mùa Thu năm 1933. Với lý lẽ tương tự để chống lại Hòa ước Versailles, vào năm 1935 Lãnh tụ Hitler cho thiết lập lực lượng Không quân (Luftwaffe) và mở mang lực lượng Quân đội Đức gấp 5 lần quân số hiện tại, làm cho Anh Quốc và Pháp phải tập trung vào "Mặt trận Stresa". Anh Quốc và Pháp không thể chống nổi những thay đổi lớn lao này, làm cổ vũ cho chí khí của Hitler. Trong thỏa thuân Hải quân Anh-Đức vào năm 1935, Anh Quốc coi đó là thời cơ để hạn chế lực lượng Hải quân Đức Quốc xã, tuy nhiên thỏa thuận laị là một bước tiến cho việc xóa sổ Hòa ước Versailles.
Bấy giờ Hội Quốc Liên suy yếu trong khi nước Ý liên minh với Đức. Trong một cuộc bỏ phiếu toàn dân, nước Đức lấy lại được vùng Saarland, và nhận thấy các quốc gia châu Âu khác rối loạn Hitler cho quân tiến vào vùng phi quân sự hóa Rheinland vào tháng 3 năm 1936. Đây là một hành động liều lĩnh, táo bạo của ông, đã chọc thủng tàn dư của Hòa ước Versailles, là chiến thắng to lớn của Hitler, dời đi cái vùng đệm giữa nước Đức và Pháp. Với việc phòng thủ biên giới phía Tây Đức, Hòa ước Versailles thì đổ nát còn Pháp thì khó thể tiến quân vào nước Đức. Anh Quốc thì thờ ơ khi người Đức hành binh vào lãnh thổ của chính họ, còn Pháp thì bất lực, không thể làm gì được. Không những thế, Đức can thiệp mạnh mẽ vào cuộc Nội chiến Tây Ban Nha, trong khi Anh Quốc và Pháp chẳng làm gì và điều này dẫn đến việc hình thành khối Trục Roma - Berlin vào tháng 11 năm 1936. Thất bại của Hòa ước Versailles tuy là nguyện vọng của Hitler nhưng đồng thời còn là mong ước của biết bao người dân Đức. Cho đến cuối năm 1937, dù chưa được chôn cất nhưng Hòa ước này đã bị tiêu diệt, và nước Đức với sức mạnh quân sự vô song trở thành một cường quốc trên thế giới, cùng với Ý và Nhật Bản đe dọa đến Pháp và Anh Quốc.